# Josefa Zoltobrocki
Josefa Zoltobrocki (* 1923 in Aschaffenburg; † 1995 in Frankfurt am Main) war eine deutsche Psychologin, die als Professorin an der Johann Wolfgang Goethe-Universität Frankfurt am Main gelehrt hat.

## Leben
Sie studierte und promovierte 1965 unter Edwin Rausch an der Universität Frankfurt mit dem Werk Über systematische Fehler bei wiederholter Schätzung von Zeitintervallen. Studienkollegen waren Hellmuth Metz-Göckel, Peter Moltke, Friedrich Hoeth, Paul Tholey und Wolfgang Schönpflug. Unter Edwin Rausch bekam sie eine Assistentenstelle. Danach lehrte sie als Professorin von 1972 bis 1986 Allgemeine Psychologie, Methodenlehre und Gestaltpsychologie.

## Werk
Auf Initiative der Föderation Deutscher Psychologenvereinigungen gründeten Josefa Zoltobrocki 1970 und weitere sieben Mitglieder der DGfP und des BDP (Klaus Eyferth, Joachim Franke, H. Franke, Carl Graf Hoyos, Gustav A. Lienert, Karl-Heinz Stäcker und Eberhard Zahn) in Nürnberg die Sektion „Ausbildung in Psychologie“ des BDP.

## Publikationen (Auswahl)
Monografien
- Über systematische Fehler bei wiederholter Schätzung von Zeitintervallen. Verlag Kramer, Frankfurt am Main 1965 (zugleich Diss. der Naturwiss. Fak. der Universität Frankfurt).
- Geld und Gut in der Familie. Christophorus-Verlag Herder, München 1941.

Zeitschriftenbeiträge/Buchbeiträge
- Ohne Fleiß kein Preis? Komplexitätsreduktion und ästhetisches Urteil. In: Jack Reis; Stephan Wolf (Hrsg.): Individualität und soziale Verantwortung: Festschrift zum 60. Geburtstag von Ingrid M. Deusinger. Institut für Psychologie, Frankfurt am Main 1993.